# サウジアラビアの首相一覧
サウジアラビアの首相（サウジアラビアのしゅしょう）は、サウジアラビアの閣僚評議会の議長であり、政府の長である。現職は同国の王太子のムハンマド・ビン・サルマーンが2022年9月27日から務めている。通常、首相は議会を代表する存在であるが、サウジアラビアは議会がない絶対君主制であり、統治基本法第56条により国王が首相を兼務することとなっているほか、国王により王太子が首相に任命されることもある。

## 歴史
首相職は国王サウードにより1953年10月9日に閣僚評議会とともに創設された。治世下の王室内の混乱により、サウードは異母弟の王太子ファイサルを首相に任命せざるを得なかったが、両者の権力闘争によりファイサルが1960年に首相を辞任し、再び政権を握ることに成功した。しかし、不平は続き、ファイサルが1962年に再び首相に就任し、1964年にサウードが退位すると、ファイサルが首相兼任のまま国王に即位した。国王ハーリドの治世以降、特に1990年代から2000年代の長老支配下では、国王が職務執行を望まないか出来なかったため、他の人物が国王としての激務のほとんどを行っていた。現職の首相は王太子ムハンマド・ビン・サルマーンである。

## 首相の一覧
| 代数 | 肖像 | 名                                         | 在任期間       | 在任期間       | 在任期間 | 備考 |
| 代数 | 肖像 | 名                                         | 就任           | 退任           | 在任日数 | 備考 |
| ---- | ---- | ------------------------------------------ | -------------- | -------------- | -------- | --- |
| 1    |      | サウード・ビン・アブドゥルアズィーズ       | 1953年10月9日  | 1954年8月16日  | 311      | サウードは首相職を創設し自らそのポストに就いたが、1954年に王太子ファイサルを首相に任命した。2人は権力争いを繰り広げ、最終的にサウードが王位を退き亡命することとなる。 |
| 2    |      | ファイサル・ビン・アブドゥルアズィーズ     | 1954年8月16日  | 1960年12月21日 | 2319     | 就任時に国王でなかった最初の首相。 |
| 1    |      | サウード・ビン・アブドゥルアズィーズ       | 1960年12月21日 | 1962年10月31日 | 679      | 2度目の就任。サウードはファイサルとの権力争いに敗れ1964年に退位を余儀なくされた。                                                                                     |
| 2    |      | ファイサル・ビン・アブドゥルアズィーズ     | 1962年10月31日 | 1975年3月25日  | 4528     | ファイサルは1964年11月2日に王位に就き、1975年3月25日に暗殺された。 |
| 3    |      | ファハド・ビン＝アブドゥルアズィーズ       | 1975年3月25日  | 1996年2月21日  | 7638     | 1996年に脳卒中に倒れるまで、国王ハーリドおよび即位した彼自身の治世下で事実上の首相を務めた。就任時に国王でなかった2人目の首相。                                       |
| 4    |      | アブドゥッラー・ビン・アブドゥルアズィーズ | 1996年2月21日  | 2015年1月23日  | 6911     | 国王ファハドが脳卒中に倒れた1996年以降事実上の首相。2005年10月9日から2015年1月23日までの間はハーリド・アッ＝トゥワイジリーを事実上の首相と見なす向きもある。          |
| 5    |      | サルマーン・ビン・アブドゥルアズィーズ     | 2015年1月23日  | 2022年9月27日  | 2742     | 日々の多くの職務は王太子ムハンマドが担っていた。 |
| 6    |      | ムハンマド・ビン・サルマーン               | 2022年9月27日  | 現職           | 897      | 王宮府長官、経済開発評議会議長、国防大臣を兼務。 |